# Moritz Kretschy
Moritz Kretschy (* 12. Mai 2002 in Gelenau/Erzgeb.) ist ein deutscher Radsportler, der bei Rennen auf Bahn und Straße erfolgreich ist.

## Sportlicher Werdegang
Seit 2010 ist Moritz Kretschy im Radsport aktiv, von Beginn an bewährte er sich als Allrounder in den verschiedenen Radsport-Disziplinen.
2019 wurde Kretschy gemeinsam mit Tobias Buck-Gramcko, Nicolas Heinrich, Hannes Wilksch und Pierre-Pascal Keup in Frankfurt (Oder) Junioren-Weltmeister in der Mannschaftsverfolgung auf der Bahn, nachdem der deutsche Vierer mit Buck-Gramcko, Heinrich, Wilksch und Keup bei den Junioren-Europameisterschaften in Gent Bronze errungen hatte. 2020 wurde er Junioren-Europameister im Punktefahren und holte mit Richard Banusch, Buck-Gramcko, Felix Groß und Heinrich Silber in der Mannschaftsverfolgung.
Mit dem Übertritt in das Erwachsenlager schloss sich Kretschy dem UCI Continental Team Rad-net Rose an und bestritt für diese Mannschaft und das deutsche Nationalteam Straßenrennen. Er wurde für die Teilnahme an den Bahneuropameisterschaften der Elite im schweizerischen Grenchen nominiert, kam aber nicht zum Einsatz. Bei den Deutsche Straßen-Radmeisterschaften 2023 gewann er den U23-Titel im Einzelzeitfahren und Straßenrennen. Bei den Weltmeisterschaften 2023 wurde er nach langer Flucht Sechster im U23-Straßenrennen.
Zur Saison 2024 wurde Kretschy Mitglied in der Israel Premier Tech Academy. Bei der Tour du Rwanda 2024 wurde er für das UCI ProTeam von Israel-Premier Tech eingesetzt und kam als Neunter unter die Top 10 der Gesamtwertung.

## Erfolge
2019
- Junioren-Weltmeister - Mannschaftsverfolgung (mit Tobias Buck-Gramcko, Nicolas Heinrich, Hannes Wilksch und Pierre-Pascal Keup)

2020
- Junioren-Europameister - Punktefahren
- U23-Europameisterschaft - Mannschaftsverfolgung (mit Richard Banusch, Tobias Buck-Gramcko, Felix Groß und Nicolas Heinrich)

2022
- Deutscher Meister - Mannschaftszeitfahren

2023
- Deutscher U23-Meister - Einzelzeitfahren, Straßenrennen

2024
- Deutscher Bergmeister